# БАО (видавництво)
Видавництво «БАО» — приватне видавництво засноване у Донецьку у 1997 році. У минулому вважалося одним з найбільших видавництв російськомовної книги в Україні. Проіснувало на видавничому ринку України з 1997 по 2016 рік.
Видавництво випускає довідники про здоров'я, релігію, кулінарію та багато інших сфер життя. Також видавництво має в асортименті дитячі книга та кілька серій «блатних» детективів жанру «шансон прозою». Переважну більшість продукції «БАО» видається російською мовою.
У 2013 році журнал Forbes Україна назвав видавництво БАО третім найбільшим видавництвом України за тиражем (загальний наклад — 1,486 млн книг).

## Асортимент
В асортименті видавництва — навчальна і довідкова література, методичні посібники, розвиваючі видання для дошкільнят, книги для дозвілля, енциклопедії, словники і розмовники, книги з лікування та оздоровлення, фольклорні збірники для дітей тощо.

## Автори
Видавництво відомо своєю серією «блатних» детективів жанру «шансон прозою». У цьому жанрі зокрема працювали автори БАО Нікалай Сєдой та Єгор Пітєрскій. У 2012 році обоє письменників увійшли до рейтингу «Топ-30 найуспішніших письменників України» за версією журналу «Фокус». Так наклад книжок Нікалая Сєдого у 2012 році склав 44 тисячі примірників, а наклад його колеги Єгора Пітерского — 23 тисячі.

## Книжкові серії
Видавництво БАО започаткувало серію книг, що розповідають про страви національної кухні різних країн, включно з українською. Зокрема, у 2000 році видало цілий ряд книг такого роду російською мовою: «Все о американской кухне», «Все о татарской кухне», «Все о грузинской кухне» та багато інших книг про особливості кухні різних країн світу, в тому числі і стосовно переробки сільськогосподарських продуктів для вживання в зимовий період.
Видавництво також видавало літературу на допомогу молодим батькам, зокрема видало «Найновіший довідник сімейного дитячого лікаря» (2009).

## Скандали
У 2006 році видавництво видало книгу викладачки Донецького інституту соціальної освіти Бугайової Тетяни Іванівни російською («Тайны материков и океанов. Удивительные природные явления») та українською («Рекорди географії. Таємниці планети Земля»). Пізніше, письменник Петро Кравчук заявив що ця книга — плагіат його збірки «Географический калейдоскоп» виданої ще у 1988 році.